# Саного, Секу
Секу Джуниор Саного (фр. Sékou Junior Sanogo; род. 5 мая 1989[…], Абиджан) — ивуарийский футболист, полузащитник сборной Кот-д’Ивуара.

## Клубная карьера

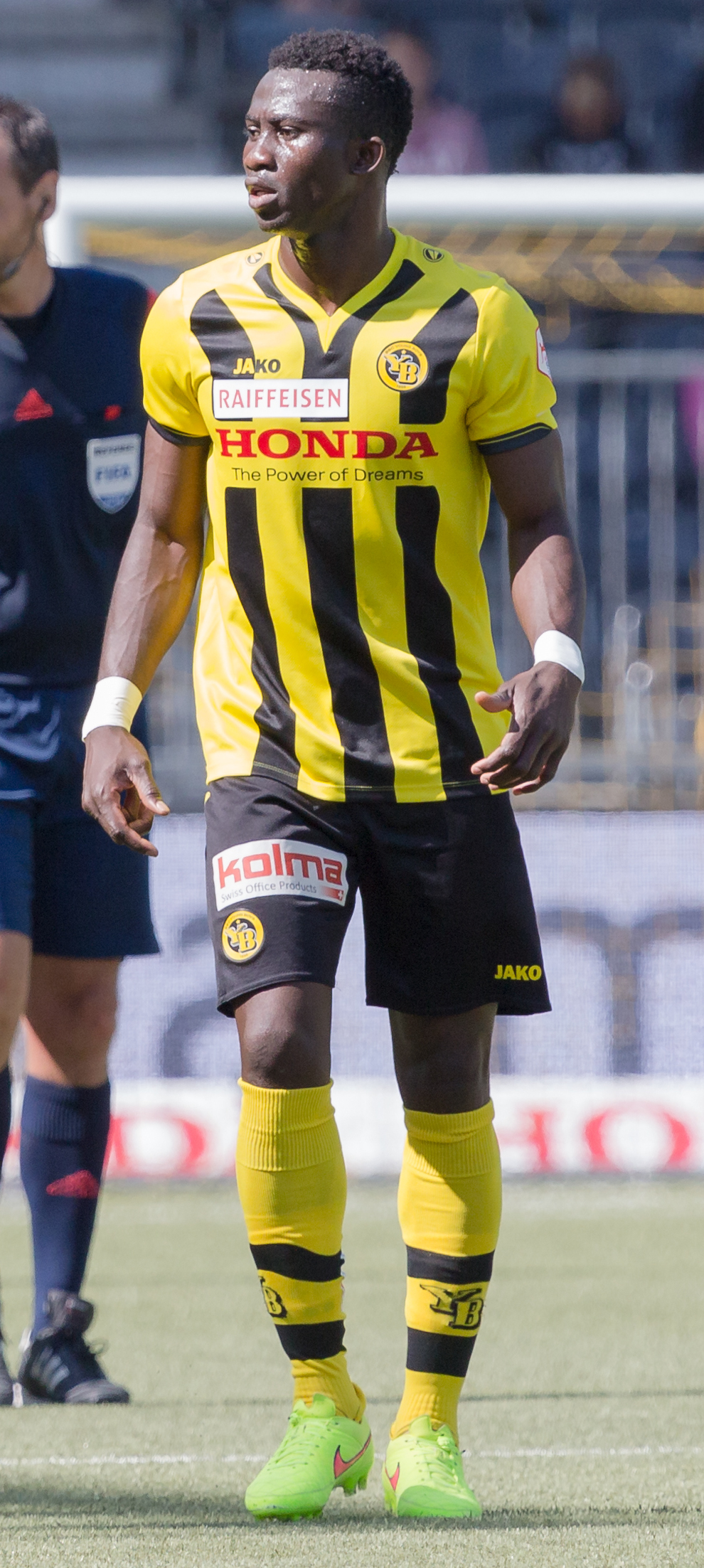
Саного в составе «Янг Бойз»

Саного — воспитанник клуба «Африка Спорт». В 2008 году он дебютировал в чемпионате Кот-д’Ивуара. В 2010 году Саного подписал контракт со швейцарским «Туном». 6 февраля в матче против «Базеля» он дебютировал в швейцарской Суперлиге. 22 мая 2011 года в поединке против «Беллинцона» Секу забил свой первый гол за «Тун». В начале 2012 года Саного на правах аренды перешёл в «Лозанну». 4 апреля в матче против «Базеля» он дебютировал за новый клуб. 29 июля в поединке против «Серветта» Секу сделал «дубль», забив свои первые голы за «Лозанну». По окончании аренды игрок вернулся в Тун.
Летом 2014 года Саного перешёл в «Янг Бойз». 10 августа в матче против «Туна» он дебютировал за новую команду. 29 апреля 2015 года в поединке против «Арау» Секу забил свой первый гол за «Янг Бойз». В составе клуба он дважды выиграл чемпионат.
В начале 2019 года Саного перешёл в саудовский «Аль-Иттихад». Сумма трансфера составила 7 млн евро. 10 января в матче против «Аль-Кадисия» он дебютировал в чемпионате Саудовской Аравии. 5 апреля в поединке против «Аль-Батин» Секу забил свой первый гол за «Аль-Иттихад». В начале 2020 года Саного перешёл в сербский клуб «Црвена звезда». 20 июня в матче против «Пролетера» он дебютировал в сербской Суперлиге. 21 февраля 2021 года в поединке против «Спартака» из Суботицы Секу забил свой первый гол за «Црвену звезду». В составе клуба игрок трижды выиграл чемпионат и дважды стал обладателем Кубка Сербии. В начале 2023 года Саного на правах аренды перешёл во французский «Париж». 3 февраля в матче против «Гавра» он дебютировал в Лиге 2.

## Международная карьера
27 марта 2017 года в товарищеском матче против сборной Сенегала Саного дебютировал за сборную Кот-д’Ивуара.

## Достижения
Клубные
«Янг Бойз»
- Победитель швейцарской Суперлиги (2) — 2017/2018, 2018/2019

«Црвена звезда»
- Победитель сербской Суперлиги (3) — 2019/2020, 2020/2021, 2021/2022
- Обладатель Кубка Сербии (2) — 2020/2021, 2021/2022